# Lemmus novosibiricus
Lemmus novosibiricus — вид лемінгів, поширених у Сибіру.

## Таксономія
Раніше його вважали конспецифічним з L. sibiricus, включно з portenkoi; цей вид також був визнаний під назвами ognevi та bungei, хоча ognevi є молодшим синонімом novosibiricus, а bungei нещодавно було показано, що є синонімом L. sibiricus, а не частиною цього виду.